# Genevieve Grotjan Feinstein

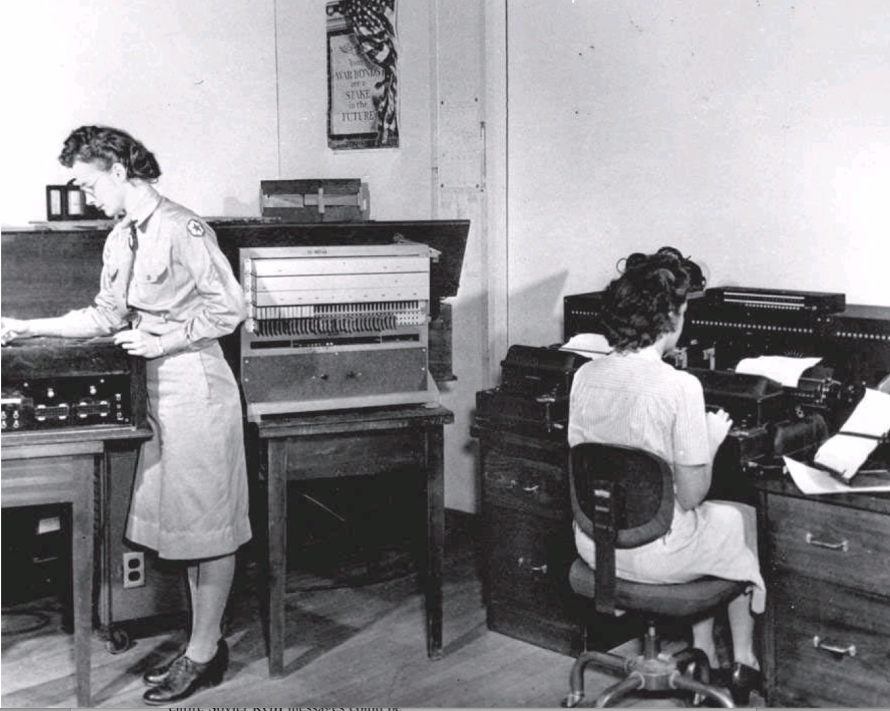
Avkodningsmaskinen till höger var baserad på Grotjans idéer, och användes för att avkoda japanska meddelanden under andra världskriget

Genevieve Marie Grotjan Feinstein, född 30 april 1913, död 10 augusti 2006, var en amerikansk matematiker och kryptoanalytiker.
Hon arbetade för Signals Intelligence Service under andra världskriget, där hon spelade en viktig roll i att dechiffrera den japanska kryptografimaskinen Purple.
Under kalla kriget arbetade hon på Venonaprojektet.